# Eshel Abraham
Eshel Abraham é a primeira sinagoga do Brasil Império, inaugurada em 1824 por Abraham Acris, em Belém do Pará. Sendo marco histórico da imigração dos judeus sefaraditas, provenientes da Península Ibérica, na Amazônia oriental.
Cinco décadas antes da independência, centenas trabalhadores foram trazidos do Marrocos (Mazagão) por iniciativa do ministro do rei D. José de Portugal (mais conhecido por Marquês de Pombal) para colonizar o Pará. Alguns descendentes, retornados ao judaísmo, teriam-se juntado ao grupo que chegou após a Independência para formar a primeira sinagoga.
Inicialmente foi criado a primeira casa de oração judaica, em 1824 a "Shaar Hashamaim", no sobrado de José Banjó sito à Rua do Pelourinho (atualmente Sete de Setembro), liderada por Abraham Acris. Posteriormente (na segunda metade do século) construíram a sinagoga, pois a Constituição do Império apesar de permitir o livre exercício da religião, proibia construção de templos não-católicos.
No ano de 2019 foi construído um mikvá (piscina ritual judaica) feminino e masculino.